# Norwalk (Ohio)
Norwalk é uma cidade localizada no estado norte-americano de Ohio, no Condado de Huron.

## Demografia
Segundo o censo norte-americano de 2000, a sua população era de 16.238 habitantes.
Em 2006, foi estimada uma população de 16.576, um aumento de 338 (2.1%).

## Geografia
De acordo com o United States Census Bureau tem uma área de
22,2 km², dos quais 21,6 km² cobertos por terra e 0,6 km² cobertos por água. Norwalk localiza-se a aproximadamente 219 m acima do nível do mar.

## Localidades na vizinhança
O diagrama seguinte representa as localidades num raio de 20 km ao redor de Norwalk.